# Pala di San Giacomo da l'Orio
La Pala di San Giacomo da l'Orio è un dipinto a olio su tela (240x171 cm) di Lorenzo Lotto, databile al 1546 e conservato nella chiesa di San Giacomo da l'Orio a Venezia. È firmato e datato sul cartiglio appeso alla base del trono "In tempo de Maistro Defendi de Federigo et compagni 1546 Lor. Lot".

## Storia e descrizione
Si sa, grazie all'iscrizione, che l'opera venne commissionata da una confraternita che organizzava la devozione popolare e si tratta di una delle ultime pale dipinte da Lotto a Venezia prima di partire definitivamente per le Marche. La composizione richiama gli schemi classici della sacra conversazione, con la Madonna su un alto trono davanti a una tenda verde e circondata da un gruppo di santi, in questo caso Cosma e Damiano, alle estremità, Giacomo maggiore e Andrea apostolo. In alto due angioletti in volo tengono la corona di Maria.  Rispetto alla Pala dell'Alabarda di Ancona, di qualche anno prima, la struttura appare ancora più semplificata: ad esempio i due santi laterali sono poco più di un inserto giustapposto, e anche il sentimentalismo tipico delle opere dell'artista appare acquietato. La stesura pittorica è magra e corsiva (cioè di mezzi sintetici e un po' sbrigativi) e ha il punto più alto probabilmente nella piccola natura morta al centro, composta dagli attributi da pellegrino di Giacomo: il cappello a larghe tese con la capasanta, la bisaccia.

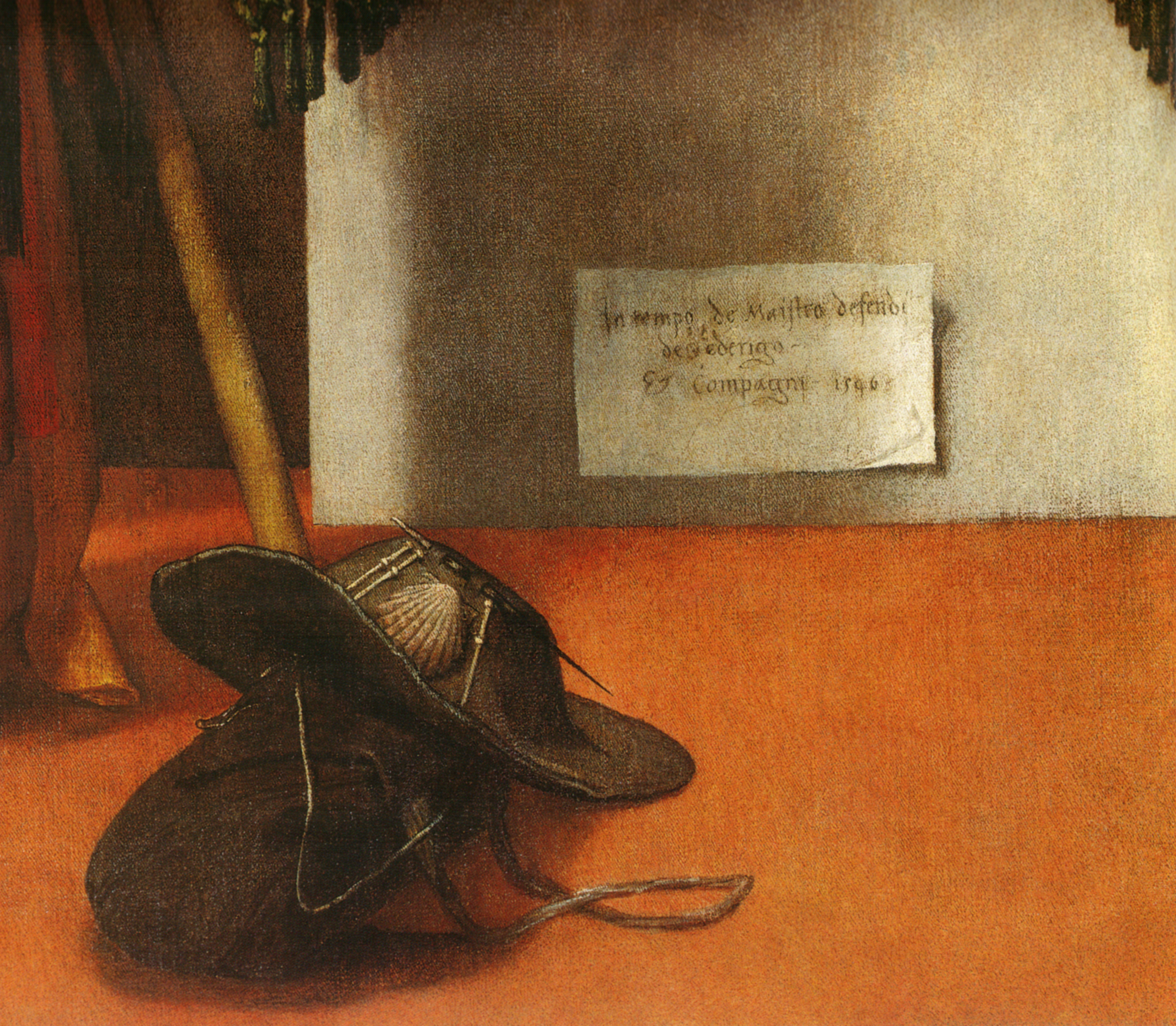
Dettaglio